# Matías Oviedo
Matías Oviedo (Santiago, 14 de septiembre de 1979) es un actor y músico chileno.

## Inicios
Fue jugador de las divisiones inferiores de Universidad Católica cuando estaba en el colegio, y fue compañero de equipo de Milovan Mirosevic, Iván Álvarez y Patricio Ormazábal.
Luego, entró en la Pontificia Universidad Católica de Chile a estudiar música, específicamente la disciplina del contrabajo, y un par de ramos básicos y al mismo tiempo empezó a estudiar teatro en la misma universidad, pero se dio cuenta de que era mucho y decidió tomar solo teatro.

## Carrera actoral
En 2007, salió de la universidad, habiendo trabajado ya en diversas obras como El Burgués Gentilhombre (del Teatro UC), y en los montajes de danza contemporánea Roundtrip, Pantalones grises y otros.
Su primera incursión televisiva fue en la serie Conexión virtual. Se trató de una serie del Canal ABT (Andrés Bello Televisión) sobre unos estudiantes universitarios que chateaban por Internet y formaban un triángulo amoroso, sin sospechar, siquiera, que ya se conocían fuera del ciberespacio. 
Más tarde ingresa a TVN para hacer su primera teleserie: Purasangre (2002), en donde es el novio de Estefanía (personaje representado por Paola Giannini). Sin embargo, su personaje duró en pantalla solo unos 15 capítulos debido a que la colegiala estaba más enamorada de su tío (Luis Gnecco).
Después se integra a la primera teleserie juvenil de TVN, 16 (2003), en donde obtiene el rol de Pablo Arias, un ñoño estudioso que se enamora de su compañera de curso Fabiana Tamayo (representada por Antonella Orsini). Finalmente el personaje resulta no ser tan ganso: se encarga de espiar a sus compañeros, de ser soplón y de creerse el protagonista de La Naranja Mecánica.
Luego de terminar las grabaciones, se integra a Destinos cruzados como Nicolás Esquella, hermano de la protagonista de la telenovela, Laura Esquella (papel que representa Aline Küppenheim).
Después de trabajar en 17, sucesora de 16, se integra a trabajar en su cuarta teleserie estelar, Versus (2005),  como David Vergara, siendo esta vez el ayudante médico del profesor Arístides (padre del rol protagónico de Diego e Iván, interpretado por el actor de trayectoria Francisco Melo).
También participó en Floribella (2006), la adaptación chilena de la telenovela argentina Floricienta, interpretando a Damián ‘Bata’. Su personaje es el Baterista de una banda de música, conformada también por María José Urzúa como bajista, Mario Horton como guitarrista e Isabel Ruiz como pianista. La cantante de la banda es la protagonista de Floribella (Mariana Derderián).
Después de la teleserie Dos por uno (2013) participó en la teleserie Vuelve temprano (2014) donde empezó con un rol secundario pero se trasformó en uno de los principales tras desencadenar la trágica muerte de Ignacio Goycolea. Tras el éxito de Vuelve temprano lo llamaron para actuar en la teleserie No abras la puerta (2014) donde conforma un triángulo amoroso con Luz Valdivieso y Gonzalo Valenzuela. 
Desde 2017 hasta 2022, Matías fue parte de Verdades ocultas con el rol de Tomás Valencia en las primeras cinco temporadas, y con el de Tomás Valencia en la sexta y séptima.

## Carrera musical
Matías también se dedica a la pasión de toda su vida: la música con su grupo de Pop-Latino como el lo llama: Los Julio Pino. 
En 2016 comienza su carrera solista como "Matías Oviedo", contando hasta 2020 con dos discos como solista
El día 26 de junio de 2020 Matías estrenó un nuevo sencillo llamado " Voy a descifrarte" que es parte de un EP de seis canciones "renovadas" de su antigua banda Julio Pino.

## Filmografía

### Películas
| 2004 | El roto: Perjudícame cariño                | Esmeraldo          |
| 2004 | Mala leche                                 | Cuico 2            |
| 2008 | Divine                                     | Javier             |
| 2009 | Teresa                                     | Horacio Mejías     |
| 2009 | Grado 3                                    | Cristián           |
| 2010 | Ni una caricia                             | Fiodor             |
| 2012 | Santiago Violenta                          | Mauro              |
| 2013 | Traíganme la cabeza de la mujer metralleta | Santiago Fernández |
| 2013 | The ABCs of Death                          | Bruno              |
| 2014 | No soy Lorena                              | Alonso             |
| 2015 | Invierno                                   | Alejo Cortés       |
| 2018 | Tarde para morir joven                     | Ignacio            |

### Telenovelas
| Año       | Título                   | Personaje                         |
| --------- | ------------------------ | --------------------------------- |
| 2002      | Purasangre               | Jaime Novoa                       |
| 2003      | 16                       | Pablo Arias                       |
| 2004-2005 | Destinos cruzados        | Nicolás Squella                   |
| 2005      | 17                       | Pablo Arias                       |
| 2005      | Versus                   | David Vergara                     |
| 2006-2007 | Floribella               | Damián "Bata" Carrasco            |
| 2008      | El señor de la Querencia | Ignacio Echeñique                 |
| 2008-2009 | Hijos del Monte          | Gaspar del Monte                  |
| 2009      | Los exitosos Pells       | Gonzalo Paz                       |
| 2009-2010 | Conde Vrolok             | Gabriel Donoso                    |
| 2010-2011 | 40 y tantos              | Miguel Elizalde                   |
| 2011      | Témpano                  | Lorenzo Grau                      |
| 2011-2012 | Su nombre es Joaquín     | Sebastián Pérez                   |
| 2013      | Dos por uno              | Pablo Saavedra                    |
| 2014      | Vuelve temprano          | Manuel Carvacho                   |
| 2014-2015 | No abras la puerta       | Tomás Campos                      |
| 2015-2016 | Esa no soy yo            | Alfredo Labarca                   |
| 2017-2022 | Verdades ocultas         | Tomás Valencia Cristóbal Valencia |

### Series y unitarios
| Año  | Título                               | Personaje    |
| ---- | ------------------------------------ | ------------ |
| 2002 | Conexión virtual                     | Bronson      |
| 2005 | Heredia y asociados                  | Carlos       |
| 2007 | Mi primera vez                       | Gonzalo      |
| 2008 | El día menos pensado                 | Cristián     |
| 2008 | Gen Mishima                          | Pablo Becker |
| 2010 | La Tirana                            | Antonio Luna |
| 2012 | El diario secreto de una profesional | Sebastián    |
| 2014 | Pulseras rojas                       | Juan José    |

### Programas de televisión
- Juga2 (2013) - Participante
- Juga2 (2014) - Participante
- Lip Sync Chile (2015) - Participante
- Morandé con compañía (2019) - Invitado
- Dale play (2020) - Participante, 2 capítulos

### Teatro
- La historia de Alain Turing
- Chile
- Cinema utoppia
- La bella y la bestia, el musical (Mall Plaza) interpretando a "Bestia"
- Cerati: Nada personal, como Gustavo Cerati
- Un cuento de Navidad, como Fred
- El zoológico de Cristal (2017)
- El misántropo (2019)

## Discografía

### Como Julio Pino
- Julio Pino (2008)
- Idéntico Al Natural (2010)

- De Paseo (2012)

### Como Matías Oviedo
- Amores Tuertos (2016)
- Soy (2018)

### Sencillos
- Los Viejos (2015)
- Cuidao (2017)
- Voy A Descifrarte (2020)

## Vídeos musicales
| Año  | Título                 | Artista  | Dirección        |
| ---- | ---------------------- | -------- | ---------------- |
| 2013 | Sale el mundo a gritar | Amanitas | Andrés Martinoli |